# 羽茂城
羽茂城（はもちじょう）は、佐渡国羽茂郡（のち佐渡郡）羽茂（現・新潟県佐渡市羽茂本郷）にあった日本の城。羽茂川下流右岸の標高82メートルの城山に位置し、新潟県の史跡に指定されている。

## 概要
かつての佐渡国南方、南佐渡最大の河港と一帯を支配した羽茂本間氏の居城。
歴史は非常に古く、本丸の所在も時代と共に推移している。室町時代後期から戦国時代にかけて大改修を行い、複雑な地形を利用した山城となった。山頂には殿屋敷跡、東北・西北・南に城の跡、元屋敷・奥方屋敷跡、馬場・大手門跡などが配置されていた。

## 歴史
羽茂本間氏は、鎌倉時代にはすでに本家から分家してこの地にいたと思われ、平野部には古くは羽茂郡衙が置かれ条里制遺構も見られる。
羽茂城は、室町時代初期頃に築かれた。羽茂本間氏は領土をめぐり本家筋に当たる雑太（佐和田）本間氏などと抗争を繰り返していたが、天正17年（1589年）、上杉景勝による佐渡攻めで、雑田本間氏、河原田本間氏、羽茂本間氏は、上杉勢に攻撃され羽茂城も落城した。
その後しばらく、羽茂城には上杉家臣の富永備中長綱や黒金安芸尚信らが交代で在番していたが、1598年の上杉氏会津転封後の1600年、関ヶ原の戦いで西軍に属した為米沢30万石に減封となり、佐渡が江戸幕府直轄の天領になると、城も廃された。

## 周辺
城下には羽茂平野を中心とする、佐渡市羽茂本郷が広がる。羽茂平野周辺には、西方城、清士岡城、岡田城、村山城、須川城、平城といった支城が築城され、海に向けた陣地が築かれている。また、羽茂城の後方には上山田城、飯岡城、大崎城、滝平等、各支城を配していた。羽茂平野は「羽茂太郎」と呼ばれ、豊穣な穀倉地帯であった。飯岡城付近には佐渡一宮である度津神社がある。
また、大崎城付近には、かつて平家の家臣が落ち延びたという集落が存在し、数々の逸話が残る。

## 交通
- 小木港からバスに乗り「羽茂高校前」下車、徒歩10分。
- 小木港から乗用車で約20分。
  - 無料駐車場あり